# 320P/McNaught
La comète McNaught, officiellement 320P/McNaught, est une comète périodique du système solaire, découverte le 2 septembre 2004 par Robert H. McNaught.